# أندوني غوروسابيل
أندوني غوروسابيل إسبينوزا (بالإسبانية: Andoni Gorosabel Espinosa) هو لاعب كرة قدم إسباني في مركز الظهير الأيمن ولد في يوم 4 أغسطس 1996 في بلدة موندراغون في إقليم الباسك. يلعب حالياً مع نادي ريال سوسيداد وسبق له اللعب مع نادي بيساسين ونادي ريال يونيون. يبلغ طوله 174 سم.